# Римский вопрос
Римский вопрос  (итал. La Questione romana) — политическое противостояние между итальянским правительством и папством, длившееся с 1861 по 1929 год.
Начало «Римскому вопросу» было положено 27 марта 1861 года, когда Рим был объявлен столицей образовавшегося в ходе Рисорджименто единого Королевства Италия. Фактически итальянское правительство находилось до 1870 года в Турине, а затем во Флоренции, но претендовало на небольшую оставшуюся в руках папы Пия IX часть территории Папской области. После присоединения Рима к Италии (1870) папа объявил себя «узником Ватикана» и отказался признавать легитимность итальянского государства. В последующие 59 лет Святой Престол де-факто оставался самостоятельным субъектом международного права, однако вопрос его статуса в рамках Италии и ликвидации светской власти пап не был урегулирован.
Римский вопрос решили Латеранские соглашения папы Пия XI и правительства Бенито Муссолини. Благодаря этим соглашениям было образовано новое папское государство — Ватикан.
После вступления в силу Латеранских соглашений 1929 года папа регулярно посещает места в Риме за пределами Ватикана, в частности, базилику св. Иоанна.

## История
18 февраля 1861 года депутаты первого итальянского парламента собрались в Турине. 17 марта того же года Виктор Эммануил II был объявлен королём Италии, а 27 марта столицей Италии был объявлен Рим. Однако правительство Италии не могло собраться в Риме, так как в это время там находился французский гарнизон под командованием Кристофа Леона Луи Жюшо де Ламорисьера, который защищал папу Пия IX. После подписания соглашения в сентябре итальянское правительство собралось во Флоренции.
В июле 1870 года началась Франко-прусская война. В начале августа Наполеон III отозвал французский гарнизон из Рима, таким образом оставив Папскую область без защиты. Общественное мнение Италии потребовало скорейшего взятия Рима, и король Виктор-Эммануил II отправил графа Густаво Понцу ди Сан Мартино с личным посланием папе Пию IX с предложением мирной сдачи Рима итальянской армии под предлогом защиты папы. Однако папа был настолько взбешён таким предложением, что в гневе отверг его, и Сан Мартино уехал на следующий день.
В сентябре королевские войска двинулись к Риму. Папа приказал зуавам и швейцарской гвардии оказать символическое сопротивление и переехал из Квиринальского дворца на Ватиканский холм, объявив себя «ватиканским пленником» и отказавшись идти на какие-либо компромиссы с объединённой Италией (обещавшей ему почётный статус). Таким образом, в 1870 году Папская область прекратила существование, весь Рим, кроме Ватикана, перешёл под контроль Италии и стал фактически её столицей, Квиринальский дворец стал резиденцией Виктора Эммануила II. Область Лацио также перешла под контроль итальянского правительства.

## Латеранские соглашения
Папский вопрос был разрешён в 1929 году благодаря подписанию Латеранских соглашений. По ним Ватикан признал право Италии на владение территорией бывшей Папской области, Италия признала право папы на владение Ватиканом и выплатила ему большую денежную компенсацию.